# Sinostrangalis yamasakii
Sinostrangalis yamasakii là một loài bọ cánh cứng trong họ Cerambycidae.